# 944
Cette page concerne l'année 944  du calendrier julien.
L'année 944 est une année bissextile qui commence un lundi.

## Événements
- 11 octobre : Le calife ‘abbasside Al-Muttaqi est déposé par le Turc Tuzun qui met sur le trône son cousin Al-Mustakfi (fin de règne en 946)[1].
- 30 octobre : le prince hamdanide Ali Sayf al-Dawla (le glaive de l’État) s’empare d’Alep. Il fonde une riche principauté autour d’Alep et de Homs et combat contre les Byzantins (fin de règne en 967). Son frère Hasan Nasir al Dawla (le défenseur de l’État), peu de temps Émir des émir à Bagdad en 943, fonde une principauté à Mossoul, qui sera reprise par les Buyides en 979.
- Octobre : le Berbère kharidjite révolté Abu Yazid s'empare de Kairouan, puis met le siège devant Mahdia en décembre[2].

### Europe orientale
- Les Petchenègues s’allient avec Igor de Kiev et se préparent à attaquer Byzance[3]. Romain Lécapène envoie une ambassade sur le Danube qui détermine les Russes à conclure une trêve et à signer un nouveau traité à Constantinople[4]. Les clauses commerciales sont plus restrictives qu’en 907 (Romain Lécapène) et les Russes n’auront plus de droit de passer l’hiver à Constantinople ni même à Berezany (Crimée), mais devront repartir pour Kiev chaque automne. Les Russes s’engagent à soutenir militairement les Byzantins pour la protection de la Tauride et face aux Bulgares[5].
- 15 août : Jean Kourkouas ramène triomphalement à Constantinople le mandylion[6]. Stephanos et Constantin écartent le général Jean Kourkouas que leur père Romain Ier souhaitait comme beau-père pour son petit-fils, le futur Romain II[4].
- Septembre : Romain, fils de Constantin VII Porphyrogénète, épouse Berthe de Provence, fille illégitime de Hugues d'Arles[4].
- 20 décembre : Romain Ier Lécapène, renversé par ses fils Stephanos et Constantin, est enfermé dans un monastère[4].
- Les marchands Almalfitains forment une colonie à Constantinople[5].

### Europe occidentale
- Le roi de Francie occidentale Louis d'Outre-Mer fait un voyage en Aquitaine avec la reine Gerberge au début de l'année. Il rencontre à Nevers Raimond, prince des Goths, et d'autre seigneurs Aquitains[7].
- À la mort d'Otton de Lotharingie, Otton Ier envoie une armée en Lotharingie dirigée par le duc Hermann de Souabe[7]. Conrad le Roux est nommé duc de Lotharingie par le roi Otton Ier (fin en 953)[8].
- Le château de Montigny près de Soissons est pris par les hommes du roi Louis d'Outre-Mer ; Amiens est livrée au roi par son évêque Derold. Ces évènements rallument la guerre entre le roi Louis IV et les fils d'Herbert II de Vermandois ; ceux-ci s'emparent du château de Clastres en Vermandois, pillent l'abbaye de Saint-Crépin de Soissons, les troupes du roi ravagent le Rémois, son allié le sire de Roucy pille Saint-Médard de Soissons[7].
- Otton Ier tient la diète de Lotharingie à Aix-la-Chapelle ; il reçoit des ambassades de Hugues le Grand et du roi Louis d'Outre-Mer. Otton se brouille avec Louis après l'intervention de Manassès, envoyé de Hugues[7].
- Une violente tempête détruit des édifices à Montmartre et saccage les vignes et les moissons aux alentours de Paris[7].
- Les Normands profitent des dissensions entre les princes Bretons Alain Barbe-torte et Juhel Bérenger pour ravager la Bretagne[7]. Le chef viking Haraldr s'empare de Dol[9]. Le roi Louis d'Outre-Mer intervient en Normandie avec Arnoul de Flandre et Herluin de Montreuil qu'il a réconcilié[7]. Il est bien accueilli par les Normands de Bernard le Danois à Rouen[10]. Hugues le Grand marche conjointement et met le siège devant Bayeux ; Louis lui donne l'ordre de se retirer, ce qui devient un nouveau sujet de discorde entre les deux hommes[7].
- Edmond Ier d'Angleterre reconquiert la Northumbrie. Son allié Óláfr Kvaran est chassé du Royaume viking d'York, et s’exile à Dublin[11].
- Les Hongrois ravagent la Lombardie et reçoivent un tribut du roi Hugues d'Arles[3].